# BlanClass
blanClass (ブランクラス、 2009年 - ) は、日本のオルタナティブスペース。現在、小林晴夫、安部 祥子、山本 聡志（web）がディレクター。

## 概要
- blanClassは横浜市南区の住宅街にある小さなスペースを拠点とするオルタナティブスペース。
- 芸術を発信する場として2009年4月に活動をスタートし、2019年にライブスペースを休業。[2]
- 現在はwebサイト[3]のみ。

## 歴史
- 2009年4月、芸術を発信する場としてblanClassを設立（場所は元Bゼミだったところ）。10月 ハロウィーンパーティーとして、blanClass創立パーティーを開催。
- アーティスト、田中功起が「#不安定なタスク」を開始(2012年9月 - 2014年12月)
- 2012年10月、blanClass3周年記念月間として、池宮中夫ソロダンス公演、L PACK［小さな家］、［blanClass 3周年記念BBQパーティー］を開催。ゲスト（杉田敦、眞島竜男、CAMP+成相肇、秦雅則）を招いて特別トークシリーズも開催。
- 2013年1月、出張blanClass@MOTアニュアル2012として、橋本 聡［場時盗風：美術館のものを奪う計画］を開催。（小林耕平／小林晴夫／高嶋晋一／橋本聡／眞島竜男／聞き手：森田浩彰 ほか／企画：橋本 聡／監修：基礎芸術）
- 2013年6月–7月、Live Art特別企画「参院選へGO!」を2か月間開催。（粟田大輔／丹羽良徳／武久絵里＋A子（松本真幸）／佐々瞬／山城大督／CSLAB／蔵屋美香／杉田敦／眞島竜男／良知暁）[4]
- 2014年10月、blanClass 5周年記念イベント＆パーティー［モバイルキッチンでできること］（企画：増本泰斗／ゲスト：河口遥 ／佐々瞬／二十二会）
- 2017年8月、「引込線」（8月26日-9月24日）に横浜のblanClassは閉めてほぼ完全出張する。
- 2019年10月、blanClass10周年記念と休業が重なっているので、クロージングパーティーを兼ねて「モバイルキッチンでできること#3」としてイベントを行い、10月17日を「ブランクラスの日」と制定。[5]

これまでのスタッフ
- 上田 朋衛　Tomoe UEDA　2009.4–2011.3
- 三木 義一　Yoshikazu MIKI　2011.4–2013.3
- 波多野 康介　Kosuke HATANO　2009.4–2013.7
- 西尾 佳那　Kana NISHIO　2016.9–2017.7
- 宮澤 響　Hibiki MIYAZAWA　2013.9–2018.
- 宮川 知宙　Tomohiro MIYAKAWA　2017.4–2019.3
- 村田 紗樹　Saki MURATA　2019.2–2019.10
- 長屋 涼香　Suzuka NAGAYA　2019.4–2019.10
- 野本 直輝　Naoki NOMOTO  2013.4–2016.3[1]